# (8258) 1982 RW1
(8258) 1982 RW1 là một tiểu hành tinh vành đai chính. Nó được phát hiện bởi Antonín Mrkos ở Đài thiên văn Kleť gần České Budějovice, Cộng hòa Séc, ngày 15 tháng 9 năm 1982.